# Lotus Emeya
Lotus Emeya är en elbil som den Geely-ägda biltillverkaren Lotus presenterade i september 2023.
Emeya är Lotus andra elbil efter SUV:en Eletre. Bägge modellerna bygger på Geelys SEA-plattform för elbilar och kommer att byggas i Kina.